# Crotonogynopsis
Crotonogynopsis es un género con dos especies de plantas de flores perteneciente a la familia Euphorbiaceae, dentro de la subfamilia Acalyphoideae. Son nativas de África.

## Taxonomía
El género fue descrito por Ferdinand Albin Pax y publicado en Botanische Jahrbücher für Systematik, Pflanzengeschichte und Pflanzengeographie 26: 328. 1899. La especie tipo es: Crotonogynopsis usambarica Pax	

## Especies aceptadas
A continuación se brinda un listado de las especies del género Crotonogynopsis aceptadas hasta octubre de 2012, ordenadas alfabéticamente. Para cada una se indica el nombre binomial seguido del autor, abreviado según las convenciones y usos.
- Crotonogynopsis akeassii J.Léonard
- Crotonogynopsis usambarica Pax